# 静岡市こどもクリエイティブタウンま・あ・る
静岡市こどもクリエイティブタウンま・あ・る（しずおかしこどもクリエイティブタウンま・あ・る）は、静岡市清水区に所在する児童館。

## 概要
JR清水駅西口（江尻口）前の複合ビル「えじりあ」の3・4階に所在する。
3階は子供がお仕事ごっこができる、「こどもバザール」がある。「こどもバザール」で働くと、館内で使用できる通貨「ま・あ・る通貨」がもらえる。
4階は「しごと・ものづくり講座」ができる、「わくわくアトリエ」、「デジタル工房」、「クッキングスタジオ」、「なんでもホール」がある。
「まあるん」というキャラクターもいる。